# Cupra Born
Cupra Born – elektryczny samochód osobowy klasy kompaktowej produkowany pod hiszpańską marką Cupra od 2021 roku.

## Historia i opis modelu

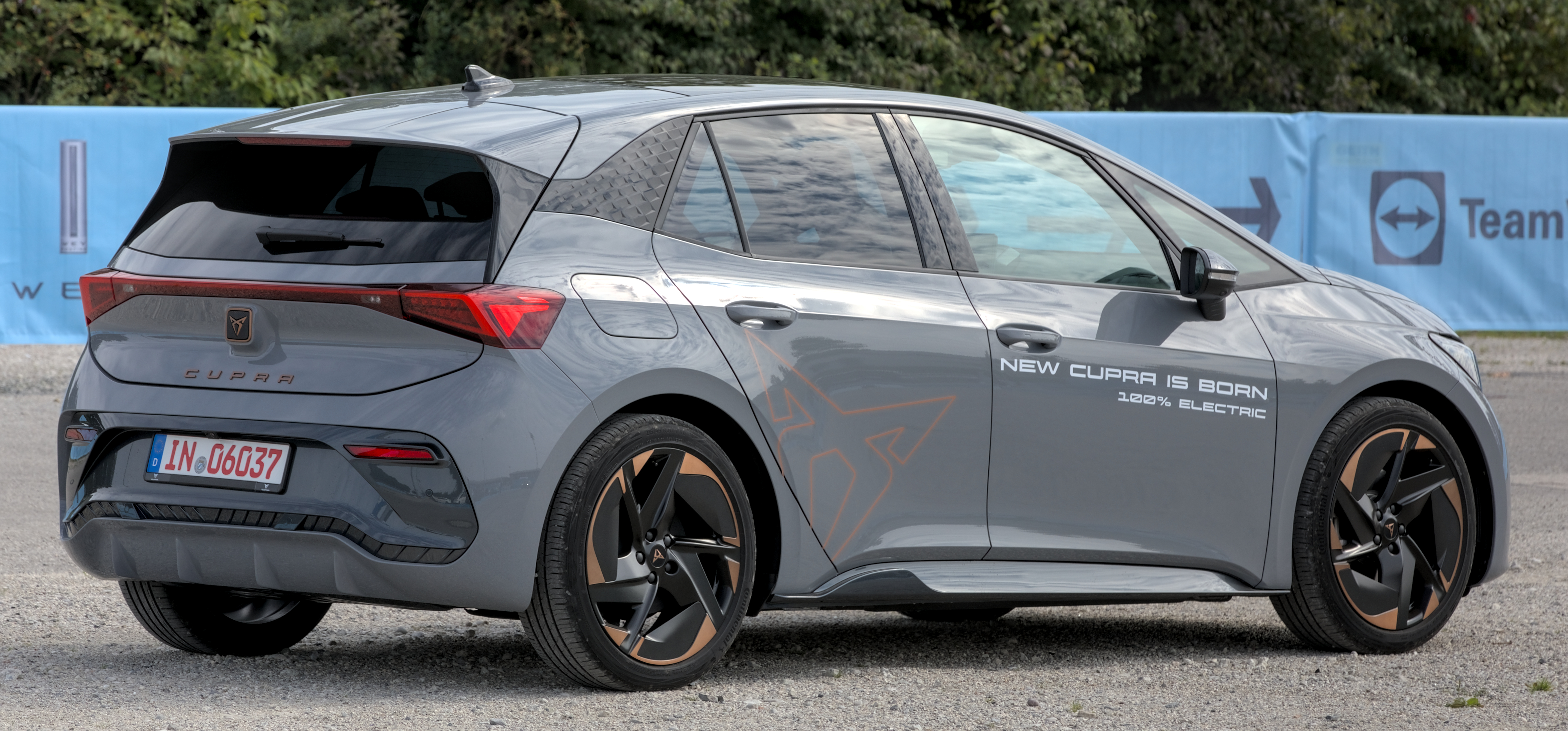
Cupra Born - tył

W marcu 2019 roku zaprezentowano model koncepcyjny tego samochodu, czyli SEAT el-Born. Prezentacja seryjnej wersji pojazdu odbyła się w maju 2021 roku. Sprzedaż pojazdu ruszyła we wrześniu 2021 roku.
Do produkcji samochodu wyznaczono zakłady Volkswagena w Zwickau.
Nazwa "Born" pochodzi od dzielnicy w Barcelonie i nawiązuje do jej pochodzenia z Hiszpanii oraz miasta w Holandii.